# Рыбновский районный краеведческий музей
Ры́бновский райо́нный краеве́дческий музе́й — муниципальное бюджетное учреждение культуры Рыбновского района Рязанской области, расположенное в районном центре г. Рыбное.

## История музея
Рыбновский краеведческий музей был образован 1 января 1998 года. Его созданию способствовала кропотливая работа местных краеведов А. И. Афиногенова, Г. А. Лазаревой, И. И. Кожина, С. В. Воробьёва, М. П. Крутиковой, З. И. Боровой, Г. Ф. Чирковой и Н. А. Скопиновой. 18 августа 1998 года музей был открыт для посетителей. Изначально он располагался в двух доставшихся от детской библиотеки комнатах на втором этаже здания Дома культуры. При содействии специалистов историко-архитектурного музея-заповедника «Рязанский Кремль» созданы постоянные экспозиции «Битва на Воже», «История Рыбновского края» и «Народное творчество и ремёсла рыбновской земли». Первым директором музея стала А. П. Кирьянова.
В связи со сносом районного Дома культуры в 2006 году музей был переведён в здание бывшего Дома детского творчества, в котором располагается по настоящее время. Площадь музея увеличилась, экспозиции расположились в трёх залах.
В 2016 году выполнен ремонт здания. В сентябре 2017 года была обновлена экспозиция, оформление которой происходило при участии члена Союза художников России В. В. Тяжкина. В результате заново созданы постоянные экспозиции «Битва на Воже», «Крестьянская изба», «Рыбновцы на защите Отечества» и «Советский период».
Директора музея
- Кирьянова Анна Петровна
- Каскина Валентина Васильевна (с 2012 по 2014 год)
- Юркова Светлана Александровна (с 2014 года)

## Собрание музея
Фонды музея насчитывают более 7 тысяч единиц хранения.
Собраны экспонаты, наглядно представляющие историческое и культурное прошлое края за период более 600 лет. Среди первых экспонатов — посвящённые разгрому татаро-монгольского войска на реке Воже рисунки краеведа-художника Галины Александровны Лазаревой и фронтовые рисунки заслуженного учителя школы РСФСР Сергея Ивановича Сачкова. К коллекции предметов XIV века относятся наконечники копья и стрелы, ножи, подковы, шпоры, стремена и кольчуга. Предметы старинного быта представлены деревянной кроватью с лоскутным одеялом, люлькой, ткацким станком, прялкой, крестьянской утварью и коллекцией медных самоваров. Широко представлены предметы военного времени, среди которых письма и документы, неразорвавшаяся бомба, солдатская шинель, каска и штык.

## Экспозиции музея
В трёх залах музея действуют шесть экспозиций. В первом зале представлены экспонаты, рассказывающие о героическом прошлом Рыбновской земли. Во втором зале представлены орудия труда и предметы крестьянского быта. Третий зал посвящён жизни рыбновцев в советский период.
Постоянные экспозиции:
- «Битва на Воже» — представлена информация о произошедшем близ города Глебова сражении между русской ратью Дмитрия Донского под командованием Дмитрия Боброка-Волынского и войском Золотой Орды под командованием мурзы Бегича;
- «Крестьянская изба» — знакомит с бытом крестьян конца XIX — первой половины XX века;
- «Рыбновцы на защите Отечества» — рассказывает о боевых подвигах земляков в годы Великой Отечественной войны;
- «Советский период» — представлены многочисленные фотографии и документы, предметы быта;
- Экспозиция, посвящённая истории железнодорожного сообщения в Рыбновском районе;
- Экспозиция, посвящённая участникам локальных войн.